# Wierzchucino (gmina)
Wierzchucino – dawna gmina wiejska istniejąca w latach 1945–1954 i 1973–1976 w woj. gdańskim (dzisiejsze woj. pomorskie). Siedzibą władz gminy było Wierzchucino.
Przed II wojną światową tereny te należały do Niemiec. Po wojnie (7 kwietnia 1945) gmina weszła w skład nowo utworzonego woj. gdańskiego, jako jedyna gmina powiatu morskiego z tzw. Ziem Odzyskanych. Publikacja S. Srokowskiego (stan na 15 maja 1948) podaje jednak że gmina formalnie przynależała do powiatu lęborskiego i że tylko tymczasowo była przydzielona do powiatu morskiego (s. 52).
1 lipca 1951 roku zmieniono nazwę powiatu morskiego na wejherowski. Według stanu z dnia 1 lipca 1952 roku gmina składała się z 9 gromad: Białogóra, Brzyno, Czymanowo, Kniewo, Rybno, Słuchowo, Strzebielino, Toliszczek i Wierzchucino. Gmina została zniesiona 29 września 1954 roku wraz z reformą wprowadzającą gromady w miejsce gmin.
Gminę Wierzchucino przywrócono w powiecie puckim, w woj. gdańskim wraz z reaktywowaniem gmin z dniem 1 stycznia 1973 roku. 1 czerwca 1975 roku gmina znalazła się w nowo utworzonym ("małym") woj. gdańskim. 15 stycznia 1976 roku gmina została zniesiona przez połączenie z dotychczasową gminą Krokowa w nową gminę Krokowa.
Zobacz też: gmina Wierzchucin Królewski